# Rukometni savez BiH
Rukometni savez BiH ili skraćeno RSBiH je krovna rukometna organizacija u Bosni i Hercegovini. Sva službena natjecanja u BiH se organiziraju kroz RS BiH. U nadležnosti saveza su i sve reprezentativne selekcije.
Rukometni savez osnovan je 1948. u skolopu Rukometnog saveza Jugoslavije. U IHF je primljen 1996. godine. Predsjednik saveza je Mirsad Sirćo, a generalni tajnik Smajo Karačić.

## Vanjske poveznice
- Službene stranice RS BiH  Arhivirana inačica izvorne stranice od 24. prosinca 2019. (Wayback Machine)